# Ceratolobus
Ceratolobus é um género botânico pertencente à família Arecaceae.
1. ↑  «Ceratolobus — World Flora Online». www.worldfloraonline.org. Consultado em 19 de agosto de 2020